# Kazimierz Skarżyński (generał)

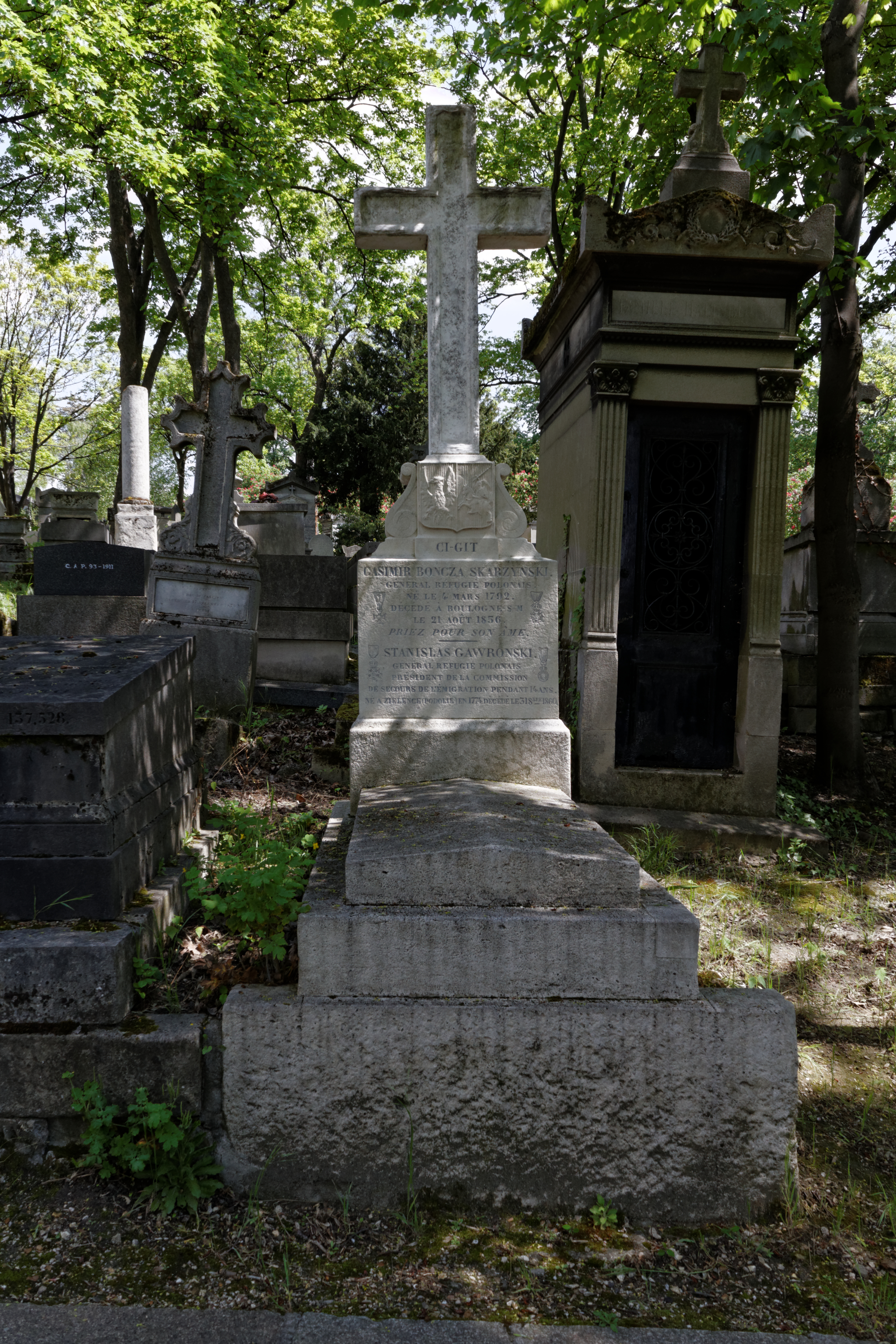
Nagrobek Kazimierza Skarżyńskiego na cmentarzu Père-Lachaise

Kazimierz Skarżyński (ur. 4 marca 1792 w Gawłowie, zm. 21 sierpnia 1856 w Boulogne-sur-Mer) – generał brygady powstania listopadowego.

## Życiorys
Był synem Jerzego Skarżyńskiego i jego żony Bibianny z Lanckorońskich, bratem Ambrożego Mikołaja. Służbę wojskową rozpoczął w 1806, podporucznik wojsk francuskich. Jako oficer sztabu marszałka Jeana Lannesa walczył w kampanii pruskiej na Pomorzu. W 1807 przeniósł się do Armii Księstwa Warszawskiego. Porucznik w sztabie Jana Henryka Dąbrowskiego. W kampanii austriackiej 1809 i moskiewskiej 1812 adiutant gen. Aleksandra Rożnieckiego. W stopniu szefa szwadronu 6 pułku ułanów walczył pod Lipskiem, Lobau i w kampanii francuskiej 1814. Od 1815 służył w Armii Królestwa Polskiego; podpułkownik wzorowych strzelców konnych. Od 1818 dowódca 2 pułku strzelców konnych. Pułkownik z 1820.
Po wybuchu powstania 1830 dowódca 6 Brygady Kawalerii. Odznaczył się pod Grochowem. Od marca 1831 generał brygady i dowódca rezerw Dywizji Kawalerii. Walczył pod Ostrołęką, potem w osłonie linii Narwi i Bzury. Przed ostatecznym upadkiem powstania złożył dymisję i wyemigrował do Francji, gdzie zmarł. Pochowano go na cmentarzu Père-Lachaise.
Był członkiem loży wolnomularskiej Bracia Zjednoczeni w pierwszym stopniu rytu ("uczeń") w 1820.
Został odznaczony Orderem Virtuti Militari, Legią Honorową, Orderem Świętego Włodzimierza IV klasy.